# Giovane Polonia

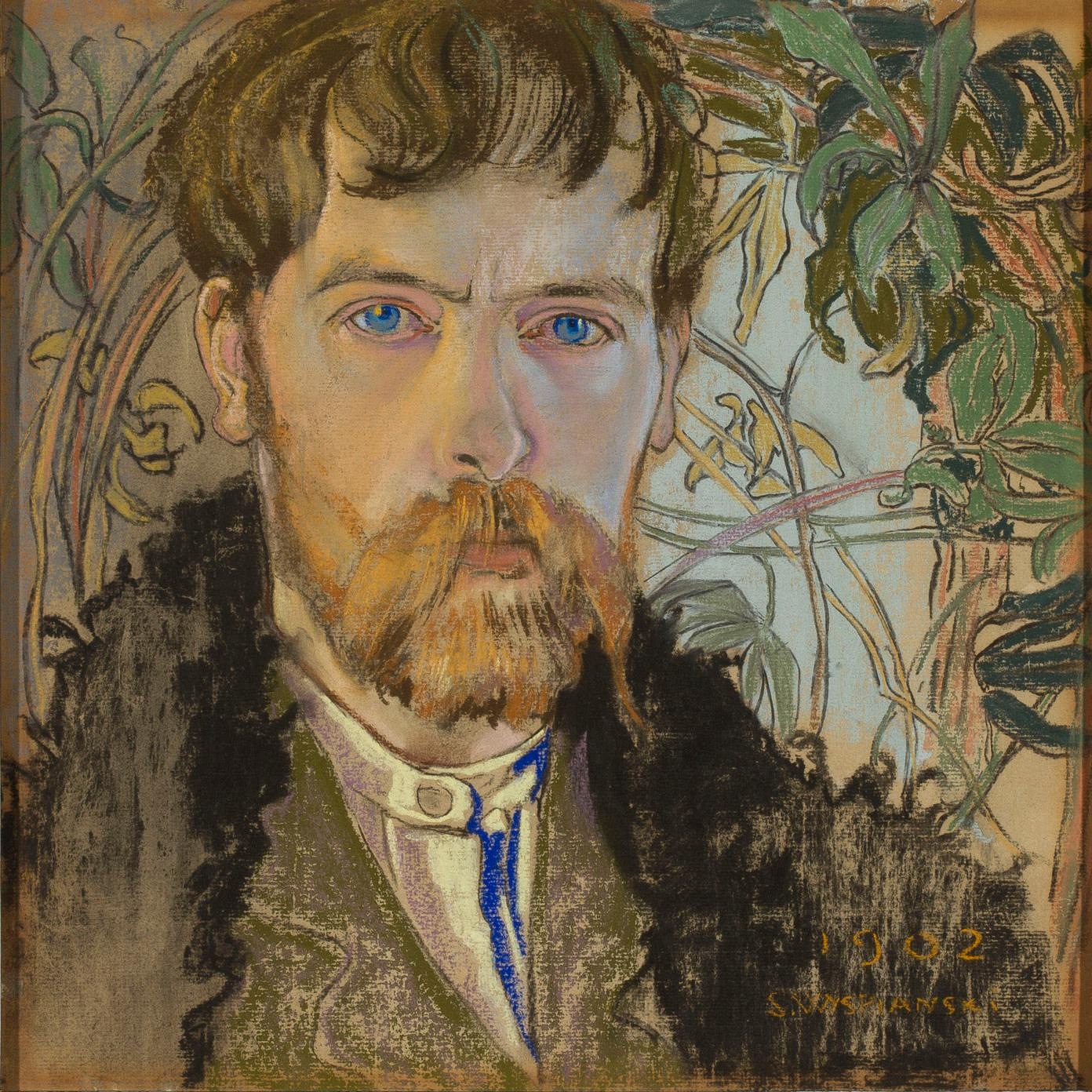
Autoritratto di Wyspiański

Per Giovane Polonia (in polacco Młoda Polska) si intende un periodo modernista dell'arte, della letteratura e della musica polacca che copre all'incirca gli anni dal 1890 al 1918. Nacque in opposizione alle idee del positivismo prendendo a modello il decadentismo, il neoromanticismo, il simbolismo, l'impressionismo e l'Art Nouveau.

## Storia
Il termine Giovane Polonia si ispira al manifesto di Artur Górski pubblicato nel 1898 sul giornale Życie di Cracovia. Quanto riportato nel testo fu subito accettato in tutte le parti della Polonia spartita, come analogia a altri termini simili come Giovane Germania, Giovane Belgio, Giovane Scandinavia e così via.

### Letteratura
La letteratura polacca del periodo era basata su due concetti principali: la disillusione modernista verso la borghesia, il suo modo di vivere e la sua cultura. Gli artisti che seguivano questo concetto erano convinti anche nella decadenza, nella fine di tutta la cultura, nel conflitto tra gli uomini e la loro civilizzazione, e nel concetto dell'arte come valore supremo (ars gratia artis). Tra questi autori vi furono Kazimierz Przerwa Tetmajer, Stanisław Przybyszewski, Wacław Rolicz-Lieder e Jan Kasprowicz.
In secondo luogo ammirava la continuazione del romanticismo, e pertanto viene chiamato Neoromanticismo. Il gruppo di scrittori che perseguì questa idea fu meno organizzato e gli scrittori stessi coprirono una vasta gamma di argomenti nei loro scritti: dal senso della missione di un polacco nella prosa di Stefan Żeromski alla disuguaglianza sociale descritta da Władysław Reymont e Gabriela Zapolska, alla critica della società polacca e alla storia della Polonia di Stanisław Wyspiański, alla descrizione della natura simbolo della lotta per la sopravvivenza e della dualità del destino umano di Kasprowicz .
Altri importanti scrittori del periodo furono:
- Wacław Berent
- Jan Kasprowicz
- Jan Augustyn Kisielewski
- Antoni Lange
- Jan Lemański
- Bolesław Leśmian
- Tadeusz Miciński
- Franciszek Mirandola
- Andrzej Niemojewski
- Franciszek Nowicki
- Władysław Orkan
- Artur Oppman
- Włodzimierz Perzyński
- Tadeusz Rittner
- Wacław Sieroszewski
- Leopold Staff
- Kazimierz Przerwa-Tetmajer
- Maryla Wolska
- Tadeusz Boy-Żeleński

### Musica
Nella musica, il termine Giovane Polonia viene applicato a un gruppo informale di compositori che comprende Karol Szymanowski, Grzegorz Fitelberg, Ludomir Różycki e probabilmente anche Mieczysław Karłowicz. Questo gruppo operò sotto la forte influenza del neo-romanticismo musicale, e specialmente di compositori stranieri come Richard Strauss e Richard Wagner. I compositori ebbero anche forti legami con il Gruppo dei Cinque, un gruppo di compositori russi che comprendeva Modest Musorgski, Alexander Borodin e Nikolai Rimsky-Korsakov.

### Arte
Nel periodo in cui operò la Giovane Polonia non ci furono grandi correnti artistiche nell'arte polacca. I pittori e gli scultori cercarono di continuare nella tradizione romantica, introducendo nuovi modi di espressione già popolari all'estero. La corrente più influente era l'Art Nouveau, anche se gli artisti polacchi iniziarono a cercare anche nuove forme di stile nazionale. Sia la scultura che la pittura del periodo furono pesantemente influenzate da tutte le forme del simbolismo.

## Principali artisti del periodo
- Olga Boznańska
- Konstanty Brandel
- Xawery Dunikowski
- Julian Fałat
- Jacek Malczewski
- Józef Mehoffer
- Józef Pankiewicz
- Ferdynand Ruszczyc
- Jan Stanisławski
- Władysław Ślewiński
- Wojciech Weiss
- Leon Wyczółkowski
- Stanisław Wyspiański
- Jan Bukowski
- Stefan Bakałowicz